# Wedelia avilensis
Wedelia avilensis là một loài thực vật có hoa trong họ Cúc. Loài này được (Aristeg. & Steyerm.) B.L.Turner miêu tả khoa học đầu tiên năm 1992.